# Jastrzębice
Jastrzębice – wieś w Polsce położona w województwie łódzkim, w powiecie bełchatowskim, w gminie Rusiec.
| SIMC    | Nazwa     | Rodzaj     |
| ------- | --------- | ---------- |
| 0711630 | Błaś      | przysiółek |
| 0711617 | Cieciułów | część wsi  |
| 0711623 | Kopaniny  | część wsi  |
| 0711646 | Sówki     | przysiółek |

W latach 1975–1998 miejscowość administracyjnie należała do województwa sieradzkiego.